# Valeria Ortuño
Valeria Ortuño (ur. 27 maja 1998) – meksykańska lekkoatletka specjalizująca się w chodzie sportowym.
Srebrna medalistka igrzysk olimpijskich młodzieży z Nankin w chodzie na 5000 metrów (2014). W 2015 zajęła 5. miejsce na mistrzostwach świata juniorów młodszych w Cali. Czwarta zawodniczka światowego czempionatu U20 w Bydgoszczy (2016).
Reprezentantka Meksyku na pucharze świata i drużynowych mistrzostwach świata w chodzie sportowym.

## Osiągnięcia
| Rok  | Impreza                                | Miejsce      | Konkurencja              | Lokata      | Wynik    |
| ---- | -------------------------------------- | ------------ | ------------------------ | ----------- | -------- |
| 2014 | Puchar świata w chodzie                | Taicang      | chód na 10 km (juniorek) | 14. miejsce | 47:44    |
| 2014 | Igrzyska olimpijskie młodzieży         | Nankin       | chód na 5000 m           | 2. miejsce  | 23:19,27 |
| 2015 | Panamerykański puchar w chodzie        | Arica        | chód na 10 km (juniorek) | 2. miejsce  | 47:19    |
| 2015 | Mistrzostwa świata juniorów młodszych  | Cali         | chód na 5000 m           | 5. miejsce  | 23:01,90 |
| 2016 | Drużynowe mistrzostwa świata w chodzie | Rzym         | chód na 10 km (juniorek) | 3. miejsce  | 45:28    |
| 2016 | Mistrzostwa świata juniorów            | Bydgoszcz    | chód na 10 000 m         | 4. miejsce  | 45:44,33 |
| 2018 | Drużynowe mistrzostwa świata w chodzie | Taicang      | chód na 20 km            | 61. miejsce | 1:36:38  |
| 2019 | Mistrzostwa NACAC U18 i U23            | Querétaro    | chód na 5000 m           | 1. miejsce  | 23:05,08 |
| 2019 | Mistrzostwa świata                     | Doha         | chód na 20 km            | 32. miejsce | 1:43:51  |
| 2021 | Igrzyska olimpijskie                   | Tokio        | chód na 20 km            | 47. miejsce | 1:41:50  |
| 2022 | Mistrzostwa świata                     | Eugene       | chód na 20 km            | –           | DNF      |
| 2023 | Igrzyska Ameryki Środkowej i Karaibów  | San Salvador | chód na 20 km            | 5. miejsce  | 1:38:47  |
| 2023 | Mistrzostwa świata                     | Budapeszt    | chód na 20 km            | 40. miejsce | 1:40:53  |

## Rekordy życiowe
- Chód na 10 kilometrów – 45:28 (2016) rekord Ameryki Północnej juniorów
- Chód na 20 kilometrów – 1:29:11 (2021)